# Municipio de Center (condado de Cedar)
El municipio de Center (en inglés: Center Township) es un municipio ubicado en el condado de Cedar en el estado estadounidense de Iowa. En el año 2010 tenía una población de 4045 habitantes y una densidad poblacional de 23,57 personas por km².

## Geografía
El municipio de Center se encuentra ubicado en las coordenadas 41°44′58″N 91°7′27″O / 41.74944, -91.12417. Según la Oficina del Censo de los Estados Unidos, el municipio tiene una superficie total de 171.6 km², de la cual 171.43 km² corresponden a tierra firme y (0.1%) 0.17 km² es agua.

## Demografía
Según el censo de 2010, había 4045 personas residiendo en el municipio de Center. La densidad de población era de 23,57 hab./km². De los 4045 habitantes, el municipio de Center estaba compuesto por el 97.95% blancos, el 0.3% eran afroamericanos, el 0.17% eran amerindios, el 0.37% eran asiáticos, el 0.05% eran isleños del Pacífico, el 0.15% eran de otras razas y el 1.01% pertenecían a dos o más razas. Del total de la población el 1.19% eran hispanos o latinos de cualquier raza.